# Listă de nave din Stargate
Aceasta este o listă a navelor spațiale care au apărut de-a lungul timpului în ecranizările francizei Stargate.

## Navele străbunilor
Străbunii sunt unii din cei mai dezvoltați tehnologic din universul imaginar  Stargate și acest lucru se reflectă și în calitatea navelor lor. Dubluri ale acestor nave sunt create și de rasa de naniți, numită Asuranii,  de asemenea ei posedă toate cunoștințele Străbunilor, creatorii lor.

### Puddle jumper
Sau in limba romana portalier numita in primul sezon Stargate Atlantis de Lt. Ford .Este o nava eficienta in cercetare si in lupta ,ea a fost creata de fiintele superioare Strabuni[Ancient]

### Aurora-tip navă de război
Aceasta nava strabuna apare in seria a 2 din Stargate Atlantis.

### Nave-oraș
Un exemplu veritabil si singurul aratat de producatori serialelor Stargate este Atlantis acest "oras spatial" avea multe caliatati cum ar fi este o buna nava de razboi , este chiar si un oras iar in seria 5 din Stargate Col. Carter reuseste sa i adauge functia de deveni invizibila.

### Navete
- Adaris, navă de cercetări științifice
- Navă de evacuare
- Navă de transport

## Nave spațiale Asgard
Navele spațiale Asgard sunt printre cele mai avansate nave pe care le-a întâlnit Centrul de comandă Stargate. Toate navele Asgard din serie sunt descrise ca fiind operate de un singur Asgard.

### O'Neilltip nava de razboi
Este o nava cu numele col. O'Neill si era ultima speranta impotriva teribililor Replicanti / Replicatori si a salvari planetei natale a rasei Asgard,Otilia.

### Navă de cercetări științifice
Dupa cum se spune toti asgardi au cate o astfel de nava.

## Nave terestre

### X-301
A fost prima creatie a oamenilor din serialul Stargate cu care puteau ajunge in spatiu si a se lupta cu planoarele goa'uld .Aceasta nava este un hibrid intre cele doua tehnologii adica pamantene si goa'ulde .

### F-302
A fost prima nava 100% pamanteana si cu ajutorul naquadriei care l-a ucis pe Daniel Jackson a putut ajunge in hiperspatiu dar nu din prima.

### Prometheus
A fost prima nava de lupta pamanteana dar daca rasa asgard nu i ar fi interesat sa ne ajute nu am fi putut sa ne aparam .Aceasta nava a avut o "viata" destul de lunga pentru o nava prototip de paroape 4-5 ani pana a fost distrus de un satelit al unor oameni extrterestri.

## Nave Goa'uld

### Planorul morții
Planorul morții (en. Death glider)

### Ha'tak
- Nava-Mamă a lui Ra
- Nava-Mamă prototip a lui Apophis
- Nava amiral a lui Apophis
- Nava amiral a lui Anubis

## Nave Wraith
Tip - organice

### Viespe
Viespea (en. Dart)

### Crucișătoare
Ca și navele stup, crucișătoare Wraith încorporează tehnologii organice și nu au scuturi. Armamentul lor constă din arme cu energie, care pot efectua bombardamente orbitale.

### Nave stup
Navele stup (en. Hive)  sunt componenta principală a flotei Wraith, precum și centrul întregii lor societății. Navele funcționează într-un mod foarte asemănător cu navele-oraș ale Străbunilor.